# 南恩河
南恩河，位于中国云南省玉溪市新平彝族傣族自治县西部，是元江中游戛洒江段右岸支流。“南恩”为傣语，意为“银白色的流水”。发源于哀牢山东麓的原始森林，向东流经大河边、席草塘、平寨村等地，于戛洒镇汇入戛洒江。全长18.1公里，流域面积52.5平方公里，落差2018米。下游有多级瀑布，其中位于省道307路边的“南恩（河）瀑布”，高约20余米。